# Heurtevent
Heurtevent est une ancienne commune française, située dans le département du Calvados en région Normandie, devenue le 1er janvier 2016 une commune déléguée au sein de la commune nouvelle de Livarot-Pays-d'Auge.
Elle est peuplée de 185 habitants.

## Géographie
| Le Mesnil-Bacley (comm. nouv. de Livarot-Pays-d'Auge)                                 | Le Mesnil-Bacley (comm. nouv. de Livarot-Pays-d'Auge) | Livarot (comm. nouv. de Livarot-Pays-d'Auge)                                          |
| Montviette                                                                            | Heurtevent                                            | Livarot (comm. nouv. de Livarot-Pays-d'Auge), La Brévière (comm. nouv. de Val-de-Vie) |
| L'Oudon (comm. ass. de Montpinçon), Tortisambert (comm. nouv. de Livarot-Pays-d'Auge) | Tortisambert (comm. nouv. de Livarot-Pays-d'Auge)     | La Chapelle-Haute-Grue (comm. nouv. de Val-de-Vie)                                    |

## Toponymie
La forme Heurtevent est déjà attestée en 1134. 
Le toponyme semble composé du verbe heurter et de vent pour désigner un lieu où le vent souffle de façon caractéristique,. De l'oil hurt, heurt  « colline, butte »  et  vent : « butte exposée au vent ».
Le gentilé est Heurtevanais ou Heurteventais.

## Histoire
Le 1er janvier 2016, Heurtevent intègre avec vingt-et-une autres communes la commune de Livarot-Pays-d'Auge créée sous le régime juridique des communes nouvelles instauré par la loi no 2010-1563 du 16 décembre 2010 de réforme des collectivités territoriales. Les communes d'Auquainville, Les Autels-Saint-Bazile, Bellou, Cerqueux, Cheffreville-Tonnencourt, La Croupte, Familly, Fervaques, Heurtevent, Livarot, Le Mesnil-Bacley, Le Mesnil-Durand, Le Mesnil-Germain, Meulles, Les Moutiers-Hubert, Notre-Dame-de-Courson, Préaux-Saint-Sébastien, Sainte-Marguerite-des-Loges, Saint-Martin-du-Mesnil-Oury, Saint-Michel-de-Livet, Saint-Ouen-le-Houx et Tortisambert deviennent des communes déléguées et Livarot est le chef-lieu de la commune nouvelle.

## Politique et administration
| Période                                  | Période   | Identité            | Étiquette | Qualité                   |
| ---------------------------------------- | --------- | ------------------- | --------- | ------------------------- |
| 1983                                     | Mars 2008 | Maurice Lucas       | SE        | Retraité de l'agriculture |
| 2008                                     | 2014      | Philippe Toutain    | SE        | Graphiste                 |
| 2014                                     | 2015      | Jean-Louis Desmonts | SE        | ?                         |
| Les données manquantes sont à compléter. |           |                     |           |                           |

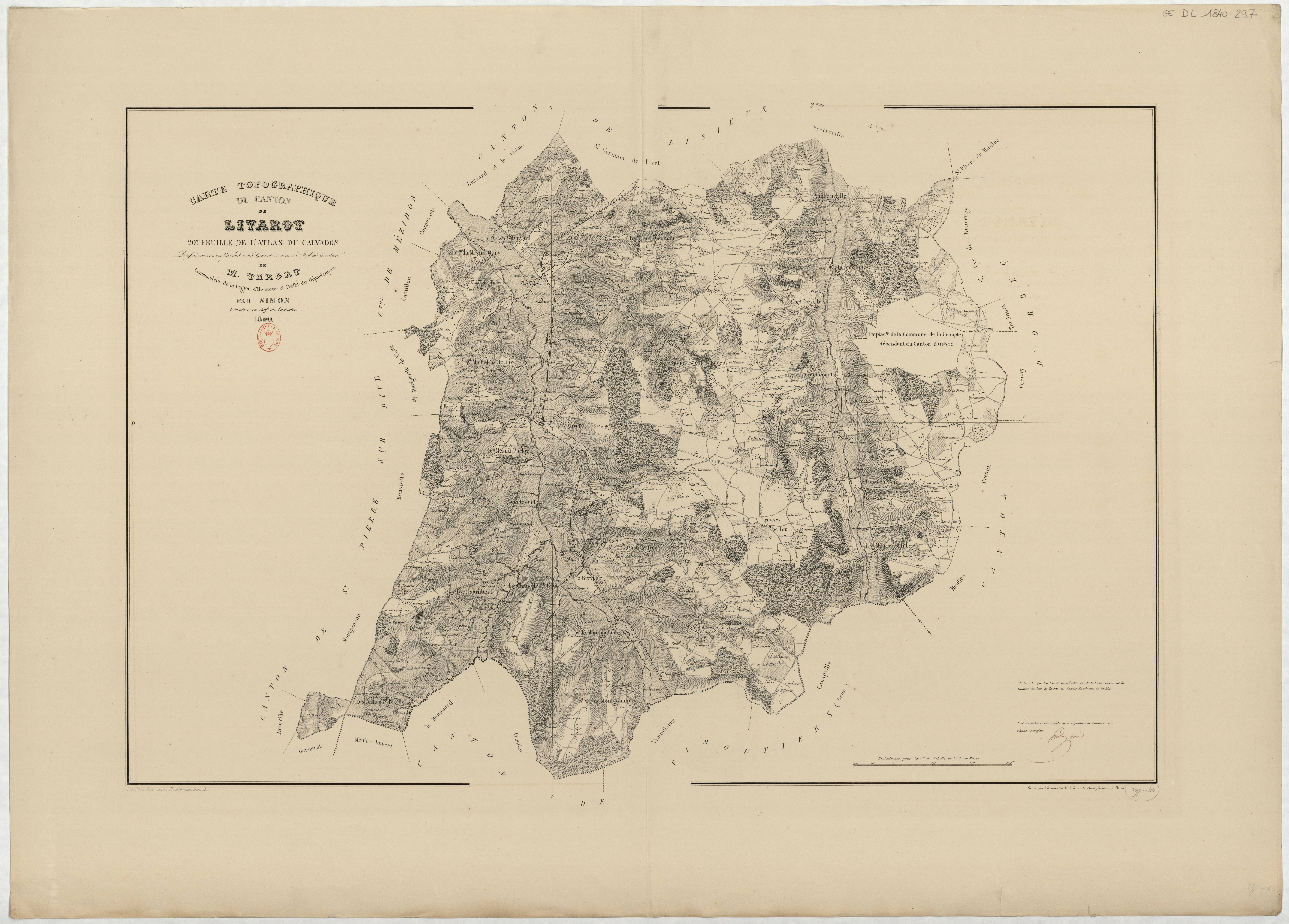
Le canton de Livarot en 1840.

Le conseil municipal était composé de onze membres dont le maire et deux adjoints. Seuls trois de ces conseillers intègrent le conseil municipal de Livarot-Pays-d'Auge le 1er janvier 2016 jusqu'en 2020 et Jean-Louis Desmonts devient maire délégué.

## Démographie
En 2021, la commune comptait 185 habitants. Depuis 2004, les enquêtes de recensement dans les communes de moins de 10 000 habitants ont lieu tous les cinq ans (en 2005, 2010, 2015, etc. pour Heurtevent) et les chiffres de population municipale légale des autres années sont des estimations.
Heurtevent a compté jusqu'à 432 habitants en 1821.
| 1793 | 1800 | 1806 | 1821 | 1831 | 1836 | 1841 | 1846 | 1851 |
| ---- | ---- | ---- | ---- | ---- | ---- | ---- | ---- | ---- |
| 405  | 359  | 378  | 432  | 362  | 348  | 329  | 311  | 303  |

| 1856 | 1861 | 1866 | 1872 | 1876 | 1881 | 1886 | 1891 | 1896 |
| ---- | ---- | ---- | ---- | ---- | ---- | ---- | ---- | ---- |
| 289  | 260  | 278  | 275  | 272  | 265  | 264  | 243  | 255  |

| 1901 | 1906 | 1911 | 1921 | 1926 | 1931 | 1936 | 1946 | 1954 |
| ---- | ---- | ---- | ---- | ---- | ---- | ---- | ---- | ---- |
| 244  | 274  | 230  | 200  | 215  | 232  | 202  | 255  | 216  |

| 1962 | 1968 | 1975 | 1982 | 1990 | 1999 | 2005 | 2010 | 2015 |
| ---- | ---- | ---- | ---- | ---- | ---- | ---- | ---- | ---- |
| 209  | 205  | 146  | 158  | 164  | 165  | 149  | 203  | 195  |

| 2018 | - | - | - | - | - | - | - | - |
| ---- | - | - | - | - | - | - | - | - |
| 191  | - | - | - | - | - | - | - | - |

## Lieux et monuments
- Église Saint-Jacques du XVIe siècle. Un ensemble maitre-autel-retable-tabernacle-tableau-statues du XVIIe siècle est classé à titre d'objet aux monuments historiques[14].
- Manoirs de la Cour Thomas (XVIIe et XVIIIe siècles).